# كونار جلدي
كونار جلدي (الاسم العلمي:Connarus coriaceus) هو نوع من النباتات يتبع جنس الكونار من الفصيلة الكونارية.